# Ponoj (osada)
Ponoj (ros. Поной) – niezamieszkana osada w rejonie łowozierskim w obwodzie murmańskim, nad brzegiem rzeki Ponoj. Obecnie wieś nie ma stałych mieszkańców, jest tylko sezonowo zamieszkiwana. W czasach Związku Radzieckiego, w wiosce funkcjonowała molo i lotnisko.